# The Nice Guys
The Nice Guys è un film del 2016 co-scritto e diretto da Shane Black.
La pellicola ha come protagonisti Russell Crowe e Ryan Gosling. Il film è interpretato anche da Angourie Rice, Matt Bomer, Margaret Qualley, Keith David e Kim Basinger.

## Trama
Los Angeles, 1977. Holland March, un investigatore privato divenuto disilluso e alcolista dopo la morte della moglie, viene assunto dalla signora Glenn, zia della pornostar Misty Mountains, deceduta qualche settimana prima in un incidente d'auto poco chiaro. Lei sostiene di aver visto sua nipote ancora viva: Holland accetta il caso e si mette sulle tracce di Amelia, una ragazza scomparsa che la signora potrebbe aver scambiato per Misty. Tuttavia, Amelia non desidera essere trovata e assolda il picchiatore Jackson Healy per liberarsi di Holland. Dopo avergli rotto un braccio come avvertimento, Healy sfugge ai gangster Blue Face e il Vecchio, interessati a trovare Amelia. Capendo che la ragazza è in pericolo, Healy assume un riluttante Holland per trovare Amelia prima che lo facciano i due ceffi. Healy e Holland sono assistiti dalla giovane figlia di Holland, Holly, che disapprova il metodo lavorativo del padre di fingere successi nelle indagini così da ricevere maggiori compensi.
Grazie a Chet, un amico di Amelia che manifestava assieme a lei contro l'aumento dello smog cittadino, i due scoprono che Amelia stava lavorando con Misty Mountains a un film porno, intitolato La mia auto ti piace, bambolona? diretto dal suofidanzato, morto misteriosamente in un incendio che ha bruciato la pellicola. I due allora si imbucano a una festa per cercare il finanziatore del film, solo per trovarlo morto. Holly, dopo aver cercato di indagare per conto suo, viene catturata dai gangster, giunti alla festa in cerca di Amelia, ma riesce a fuggire, inseguita da Blue Face, che viene travolto da un pirata della strada. Ferito gravemente, egli rivela a Healy che il loro capo ha ingaggiato un sicario di nome John Boy per uccidere ogni testimone della vicenda. Healy lo strangola, uccidendolo, ma successivamente nasconde a Holly di averlo fatto. Dopo un'indagine, i due vengono assunti dalla madre di Amelia, Judith Kutner, un pezzo grosso del Dipartimento di Giustizia, che li implora di mettere in salvo la figlia, che ritiene sia fuggita di casa perché paranoica.
I due raggiungono un hotel dove Amelia sta incontrando i distributori del film, che però vengono uccisi, come d'altronde sta accadendo a ogni altra persona coinvolta nella pellicola. Dopo aver portato in salvo Amelia, questa rivela loro come stanno le cose: le persone che sono sulle sue tracce lavorano per un'organizzazione di case automobilistiche di Detroit. Dopo aver scoperto che sua madre e l'organizzazione si erano messi d'accordo per sopprimere il convertitore catalitico (che regola le emissioni dei gas di scarico), dannoso per gli affari di quest'ultima, Amelia aveva realizzato il film - in realtà un'inchiesta di giornalismo investigativo presentato come un porno - per rivelare la loro collusione. Tuttavia Judith li aveva scoperti e aveva ingaggiato dei gangster per distruggere il film e mettere a tacere la gente coinvolta, e perciò Amelia era fuggita. Mentre i due vengono attirati lontano con un pretesto, Holly viene aggredita da John Boy inviato a uccidere Amelia. Holland e Healy lo mettono in fuga, ma un'impaziente Amelia se ne va di nascosto, solo per poi incappare ed essere uccisa da John Boy.
Holland e Healy tentano di portare la faccenda in tribunale, ma devono desistere vista la mancanza di prove, il che li porta a rimettersi alla ricerca del film. I due chiedono alla signora Glenn di mostrare loro dove ha visto Misty: lì trovano un proiettore nascosto - la signora Glenn, che ha problemi di vista, ha scambiato per sua nipote i filmati in cui appare Misty - e deducono che esiste un'altra copia del film. Chet, il proiezionista e operatore del film, progettava con Amelia di rendere pubblico La mia auto ti piace, bambolona? proiettandolo durante il Los Angeles Auto Show, che si tiene in un hotel. Al salone dell'auto i due scoprono che John Boy e il Vecchio sono già sul posto e hanno interrogato Chet, scoprendo il luogo da cui verrà proiettato il film. Nel successivo scontro per il possesso della pellicola, a cui partecipano anche gli scagnozzi delle case automobilistiche, in seguito a una colluttazione tra i due sul tetto il Vecchio muore cadendo dal palazzo insieme a Holland, che però si salva finendo in piscina e riesce a recuperare il film riappacificandosi con la figlia, mentre Healy riesce a sopraffare John Boy, risparmiandogli la vita su supplica di Holly.
Nonostante La mia auto ti piace, bambolona? venga proiettato, le compagnie automobilistiche rimangono immuni da qualsiasi accusa e Judith, benché sia arrestata per complicità nell'uccisione di Amelia, giustifica le sue azioni dicendo che è stata la città a volere la morte di sua figlia. Healy e Holland decidono di continuare a lavorare insieme come investigatori privati, chiamando la loro agenzia I Bravi Ragazzi (The Nice Guys).

## Produzione
Le riprese principali del film sono cominciate nell'ottobre 2014 ad Atlanta e a Decatur, in Georgia, e sono poi proseguite a Los Angeles.

## Distribuzione
Il film è stato presentato il 15 maggio in anteprima e fuori concorso al Festival di Cannes 2016.

### Data di uscita
Alcune date di uscita internazionali nel corso del 2016 sono state:
- 20 maggio 2016 negli Stati Uniti[4]
- 1º giugno 2016 in Italia[5]
- 2 giugno 2016 in Germania[6]
- 3 giugno 2016 nel Regno Unito[7]
- 10 giugno 2016 in Spagna (Dos Buenos Tipos)[8]

## Accoglienza

### Incassi
A fronte di un budget di 50 milioni di dollari, la pellicola ne ha incassati circa 36,3 milioni in Nord America e 35 milioni nel resto del mondo, per un totale di 71261763 $.

### Critica
Il film è stato accolto positivamente dalla critica. Sull'aggregatore di recensioni Rotten Tomatoes ha un indice di gradimento del 91% basato su 323 recensioni, con un voto medio di 7,6 su 10. Su Metacritic ottiene un punteggio di 70 su 100 basato su 51 recensioni.

## Riconoscimenti
- 2016 - Critics' Choice Award
  - Candidatura per la miglior commedia
  - Candidatura per il miglior attore in una commedia a Ryan Gosling
- 2016 - Las Vegas Film Critics Society Award
  - Miglior film commedia
- 2016 - San Diego Film Critics Society Award
  - Miglior attore in una commedia a Ryan Gosling

## Sequel
Shane Black ha confermato di essere favorevole alla realizzazione di un secondo capitolo, ma di non aver potuto avviare il progetto per questioni di budget.